# G3: Live in Tokyo
G3: Live in Tokyo es un doble álbum en vivo del grupo G3 esta vez presentando a John Petrucci como el tercer guitarrista. Tiene un DVD con distintos temas y comentarios de los tres músicos.

## Lista de temas

### Lista de temas del CD

#### Disco 1

##### John Petrucci
Todas las canciones fueron escritas por John Petrucci
1. "Glasgow Kiss" - 8:13
2. "Damage Control" - 9:42

Todas las canciones fueron escritas por Steve Vai
1. "The Audience Is Listening" - 8:59
2. "Building the Church" - 6:09
3. "K'm-Pee-Du-Wee" - 9:16

#### Disco 2

##### Joe Satriani
Todas las canciones fueron escritas por Joe Satriani
1. "Up in Flames" - 8:56
2. "Searching" - 8:44
3. "War" - 6:37

##### G3 Jam
1. "Foxy Lady" (Jimi Hendrix) - 10:43
  - Version de The Jimi Hendrix Experience
2. "La Grange" (Billy Gibbons, Dusty Hill, Frank Beard) - 9:18
  - Version de ZZ Top
3. "Smoke on the Water" (Ian Gillan, Ritchie Blackmore, Roger Glover, Jon Lord, Ian Paice) - 12:33
  - Version de Deep Purple

### Lista de temas del DVD

#### John Petrucci
1. "Glasgow Kiss"
2. "Damage Control"

#### Steve Vai
1. "The Audience Is Listening"
2. "Building the Church"
3. "K'm-Pee-Du-Wee"

#### Joe Satriani
1. "Up in Flames"
2. "Searching"
3. "War"

#### G3 Jam
1. "Foxy Lady"
2. "La Grange"
3. "Smoke on the Water"

#### Extras
- G3 Soundcheck (15:01) Con comentarios de Joe Satriani, Steve Vai y John Petrucci.

## Personal

### Joe Satriani
- Joe Satriani - Guitarra
- Galen Henson - Guitarra rítmica
- Matt Bissonette - Bajo
- Jeff Campitelli - Batería

### Steve Vai
- Steve Vai - Guitarra
- Dave Weiner - Guitarra rítmica
- Billy Sheehan - Bajo
- Tony MacAlpine - Teclado, guitarra
- Jeremy Colson - Batería

### John Petrucci
- John Petrucci - guitarra
- Dave LaRue - bajo
- Mike Portnoy - Batería

### G3 Jam
- Joe Satriani - Guitarra, Voz en "Foxy Lady"
- Steve Vai - Guitarra
- John Petrucci - guitarra
- Matt Bissonette - bajo, Voz en "Smoke on the Water"
- Billy Sheehan - bajo en "La Grange" y "Smoke on the Water", voz on "La Grange", Voz en "Smoke on the Water"
- Mike Portnoy - Batería en "Foxy Lady"
- Jeff Campitelli - Batería en "La Grange" y "Smoke on the Water"

- Datos: Q739776